# Move (gruppo musicale)
I Move (nome talvolta reso graficamente come m.o.v.e, move o M.O.V.E) sono stati un gruppo musicale giapponese di musica elettronica, attivo dal 1997 al 2013.

## Formazione
Ultima
- yuri (Yuri Masuda; 益田) - voce
- motsu (Mototaka Segawa; 瀬川 素公) - rapper

Ex membri
- t-kimura (Takashi Kimura; 木村 貴志) - produzione (fino al 2008)

## Discografia
Album studio
- Electrock (1998)
- Worlds of the Mind (2000)
- Operation Overload 7 (2001)
- Synergy (2002)
- Decadance (2003)
- Deep Calm (2004)
- Boulder (2005)
- Grid (2006)
- Humanizer (2009)
- Dream Again (2010)
- Overtakers Spirit (2011)
- XII (2012)

Altri album
- anim.o.v.e 01 (2009)
- anim.o.v.e 02 (2010)
- anim.o.v.e 03 (2011)

Remix
- Remixers Play Move (2000)
- Super Eurobeat Presents Euro Movement (2000)
- Hyper Techno Mix Revolution I (2001)
- Hyper Techno Mix Revolution II (2001)
- Hyper Techno Mix Revolution III (2001)
- TropicanTrops (2002)
- Fast Forward: Future Breakbeatnix (2004)

Raccolte e live
- Move Super Tune: Best Selections (2002)
- Rewind: Singles Collection+ (2004)
- Move 10th Anniversary Mega Best (2007)
- Move 10 Years Anniversary Megalopolis Tour 2008 Live CD at Shibuya Club Quattro (2008)
- m.o.v.e B-Side Best (2012)
- anim.o.v.e Best (2012)
- Best moves. 〜and move goes on〜 (2013)